# Mensa (organización)
Mensa es una asociación internacional de superdotados fundada en Inglaterra el 1 de octubre de 1946 por Roland Berrill y Lancelot Ware. El objetivo es crear una asociación ajena a cualquier tipo de diferencias políticas, religiosas, ideológicas o nacionales. Mensa reúne a todo tipo de personas de cualquier procedencia y formación con el objetivo de crear un ambiente socialmente enriquecedor. 
Mensa realiza sus propias evaluaciones a los aspirantes, y acepta (en algunos países) como prueba de ingreso un certificado expedido por un profesional del área correspondiente debidamente autorizado para ejercer su profesión y capacitado para administrar un test de cociente intelectual.
Para pertenecer a Mensa, es necesario estar en el percentil 98 o mayor en una prueba de cociente intelectual (por ejemplo, una puntuación de 149 de CI en la escala Cattell o 131 en la Wechsler).
Mensa tiene más de 120 000 socios en todo el mundo. El nombre de la organización procede de mensa («mesa» en latín), en recuerdo a la “mesa redonda” del rey Arturo, como símbolo de que es un club cuyos miembros son iguales en derechos y obligaciones.

## Objetivos de Mensa
Mensa tiene tres objetivos declarados: 
- Identificar y promover la inteligencia en beneficio de la humanidad.
- Promover la investigación acerca de la naturaleza, las características y las aplicaciones de la inteligencia.
- Crear un ambiente social que fomente la actividad intelectual de sus socios.

## Organización
Mensa Internacional es una agrupación de Mensas Nacionales. Los socios que residen en un país donde hay una Mensa constituida pertenecen a dicho grupo, mientras que los miembros de los países donde esto no ocurre son asociados directos de Mensa Internacional. Los dos grupos principales son American Mensa, con casi 50 000 socios, y British Mensa (incluye Reino Unido e Irlanda), con algo más de 20 000.
En cuanto a los países de habla hispana, existen las siguientes Mensas nacionales:
- Mensa España, desde 1984 y con alrededor de 3000 socios.[2]
- Mensa Argentina, que tiene a la fecha más de 500 miembros.[3]
- Mensa México, con 336 miembros.[4]
- Mensa Colombia, con 100 miembros.

Por otro lado, Mensa Colombia, con más de 100 socios, tiene estatus de Mensa emergente, mientras que Mensa Perú, creada en 2017 y con unos 130 miembros, alcanzó la categoría de Mensa provisional en enero de 2021.